# 大錦一徹
大錦 一徹（おおにしき いってつ、1953年9月11日 - ）は、新潟県佐渡郡羽茂町（現役当時、現・同県佐渡市羽茂）出身で出羽海部屋に所属した元大相撲力士。本名は尾堀 盛夫（おほり もりお）。身長185cm、体重145kg。得意手は左四つ、寄り、下手投げ。最高位は東小結（1973年11月場所）。

## 来歴・人物
中学在学時に、実家近くの味噌製造会社の常務から勧誘され、「好きなだけ食べられる」という口説き文句が決め手となって出羽海部屋に入門。1968年5月場所にて、14歳で初土俵を踏んだ。本人は「テレビに映る幕内以上の力士になる」と入門に際して意気込んでいた。
「稽古していれば何も言わなかった」という9代出羽海の元で熱心に相撲に励み、9代出羽海に言われたことは二度と繰り返して言われないように心構えを持っていた。
入門から丸5年経った1973年5月場所に於いて、19歳で十両に昇進した。同場所では11勝4敗と大きく勝ち越し、十両優勝を遂げている。
十両は2場所続けての大勝ちにより僅か2場所で通過し、同年9月場所で新入幕を果たした。
十両2場所目の同年7月場所より、本名の「尾堀」から同部屋の大先輩でもある横綱・大錦と同じ四股名に改名したことから、如何に期待されていたかが窺える。
非力だったが、左で前廻しを取り右をおっつけて一気に出てゆくか左半身で取る、同部屋の先輩・出羽錦に似た独特の取り口。
新入幕の場所から優勝争いに加わり、横綱・琴櫻や大関・貴ノ花を破るなど大活躍。新入幕力士が横綱戦で勝利したのは、1941年5月場所にて双見山（西11枚目）が男女ノ川を破って以来、32年4ヵ月ぶりの快挙であった。千穐楽には新入幕としては極めて異例の三役揃い踏みにも参加、11勝4敗という好成績を残し、史上初の新入幕三賞独占受賞を果たし、佐渡の怪童と呼ばれ注目を集めた。三賞独占は前場所での大受に続いて、2場所連続の事例となった。
翌11月場所では自己最高位となる東小結に昇進したが、壁にぶつかり、星が伸びなかった（結局三役経験は、これが最初で最後）。この当時、北の湖・若三杉・麒麟児・金城と、同じ昭和28（1953）年生まれ（麒麟児、金城は早生まれのため学年は違う）の幕内力士が揃ったので、彼ら4人とともに「花のニッパチ組」と呼ばれた。
糖尿病や膝の故障もあり一時は幕下まで陥落したが、持ち前の稽古熱心さと結婚を機に再起し、1981年3月場所で7度目の入幕を果たした。
なお、幕下まで陥落した場所（1979年5月場所）では、前相撲から無敗であった実業団出身の大物・板井に初めて土を付けた（その勝利を含め、当場所は7戦全勝している）。
以降は三役に復帰することはできなかったが稽古熱心なベテランとして出羽海部屋を支え、また横綱・大関戦に強く金星を8個獲得、引退4場所前の1987年7月場所でも双羽黒から金星を獲得した。引きずるような投げに威力があり、琴風が大関から陥落したのは、大錦の上手投げにより膝を故障したことが原因だった。
1987年9月場所を最後に幕内から遠ざかり、十両9枚目の地位で大負けした1988年1月場所限りで、現役を引退。最高位は小結止まりであったが現役時代には大器として見られ、1981年3月場所6日目に行われた座談会では向坂松彦から「大錦さんだって土俵入りの稽古をしているんでしょう」とからかい交じりに期待の意を寄せられた。現役時代の思い出の取組は、西幕下2枚目で迎えた1973年3月場所の6番相撲で、この取組で新十両昇進を決めたものであった。
引退後は年寄・山科を襲名し、出羽海部屋付きの親方として後進の指導に当たった。その傍ら、2003年より協会在勤委員として中学校の同期生でもある北の湖理事長（元横綱）の秘書室長的役割を負った。理事長が交代した後は、同門の武蔵川理事長（元横綱・三重ノ海）の元で勤め、2010年2月に役員待遇に昇格した。
2017年1月場所後の職務分掌では審判部副部長に配置転換された。最高位が小結で審判副部長となるのは大錦が初である。審判部副部長は2018年3月場所まで務めた。同年9月に65歳を迎えたため、9月場所限りで日本相撲協会を停年（定年）退職となり、再雇用制度は利用せず角界を離れた。

## エピソード
- 1982年9月場所3日目、対戦相手の高望山の休場で、不戦勝を得た。だが、翌日自身も急性の腰痛で休場したため（対戦相手は神幸）、史上初めて不戦勝の翌日が不戦敗になった（その後、1992年3月場所で起利錦も記録している）。
- 小錦が幕内に昇進した当時、対戦時には「大きな小錦と小さな大錦」等と紹介されることもあった。ただし、身長は大錦が186cmと小錦より2cm高い。
- 幕内と十両を幾度となく往復し、入幕した回数は、引退までに計12回を数えた。これは、大潮（13回）に次いで、大相撲史上2位の記録である。
- 2017年11月場所11日目の嘉風戦で立合い不成立を訴えて自身が負けた取組に対して物言いをつけた白鵬に厳重注意を行っており、取組に参加した力士はその取組に対する物言いが付けられないということを白鵬に伝えた。審判長を務める大錦は「それは明日みんなと相談して。横綱を呼び出すのは俺一人じゃ決められない」と厳重注意には慎重な姿勢だったが、立ち合い不成立を訴えた横綱・白鵬の“抗議行動”については「手本になる人がねえ」と残念がった[10]。

## 主な戦績
- 通算成績：750勝740敗28休 勝率.503
- 幕内成績：348勝428敗19休 勝率.448
- 現役在位：117場所
- 幕内在位：53場所
- 三役在位：1場所（小結1場所）
- 三賞：3回 
  - 敢闘賞：1回（1973年9月場所）
  - 殊勲賞：1回（1973年9月場所）
  - 技能賞：1回（1973年9月場所）
- 金星：8個（琴櫻1個、輪島2個、若乃花3個、千代の富士1個、双羽黒1個）
- 各段優勝
  - 十両優勝：4回（1973年7月場所、1977年7月場所、1980年3月場所、1984年1月場所）
  - 幕下優勝：1回（1979年5月場所）
  - 序二段優勝：1回（1969年3月場所）

### 場所別成績
| | 一月場所 初場所（東京） | 三月場所 春場所（大阪） | 五月場所 夏場所（東京） | 七月場所 名古屋場所（愛知） | 九月場所 秋場所（東京）   | 十一月場所 九州場所（福岡） |
| --- | ----------------------- | ----------------------- | ----------------------- | --------------------------- | ------------------------- | --------------------------- |
| 1968年 （昭和43年） | x                       | x                       | （前相撲）              | （前相撲）                  | 西序ノ口9枚目 5–2         | 西序二段41枚目 2–5          |
| 1969年 （昭和44年） | 東序二段59枚目 1–2–4    | 東序二段76枚目 優勝 7–0 | 西三段目51枚目 1–6      | 東三段目77枚目 3–4          | 東三段目84枚目 2–5        | 西三段目98枚目 6–1          |
| 1970年 （昭和45年） | 西三段目45枚目 4–3      | 西三段目33枚目 3–4      | 西三段目38枚目 4–3      | 西三段目19枚目 4–3          | 東三段目8枚目 6–1         | 東幕下39枚目 4–3            |
| 1971年 （昭和46年） | 東幕下33枚目 6–1        | 東幕下13枚目 2–5        | 東幕下30枚目 5–2        | 西幕下12枚目 5–2            | 西幕下6枚目 0–7           | 東幕下35枚目 4–3            |
| 1972年 （昭和47年） | 東幕下30枚目 5–2        | 西幕下18枚目 4–3        | 東幕下14枚目 5–2        | 東幕下6枚目 4–3             | 西幕下3枚目 3–4           | 西幕下5枚目 4–3             |
| 1973年 （昭和48年） | 東幕下4枚目 4–3         | 西幕下2枚目 5–2         | 西十両12枚目 優勝 11–4  | 西十両2枚目 10–5            | 西前頭11枚目 11–4 敢殊技★ | 東小結 3–12                 |
| 1974年 （昭和49年） | 西前頭9枚目 5–10        | 東十両筆頭 10–5         | 西前頭11枚目 8–7        | 東前頭9枚目 10–5            | 西前頭2枚目 7–8 ★         | 東前頭4枚目 5–10 ★          |
| 1975年 （昭和50年） | 東前頭9枚目 7–8         | 東前頭12枚目 7–8        | 西前頭14枚目 8–7        | 西前頭10枚目 6–9            | 東前頭13枚目 7–8          | 西十両筆頭 7–8              |
| 1976年 （昭和51年） | 東十両2枚目 5–10        | 東十両7枚目 7–8         | 西十両8枚目 10–5        | 東十両2枚目 10–5            | 西前頭12枚目 11–4         | 東前頭2枚目 5–10            |
| 1977年 （昭和52年） | 東前頭8枚目 7–8         | 西前頭9枚目 3–9–3       | 西十両4枚目 8–7         | 東十両2枚目 優勝 11–4       | 東前頭11枚目 9–6          | 東前頭5枚目 3–12            |
| 1978年 （昭和53年） | 西前頭13枚目 5–10       | 東十両6枚目 10–5        | 西十両筆頭 9–6          | 東前頭11枚目 5–10           | 東十両4枚目 10–5          | 東前頭12枚目 7–8            |
| 1979年 （昭和54年） | 西十両筆頭 5–10         | 西十両6枚目 4–11        | 東幕下筆頭 優勝 7–0     | 東十両5枚目 6–9             | 東十両8枚目 7–8           | 東十両12枚目 8–7            |
| 1980年 （昭和55年） | 西十両8枚目 6–9         | 東十両12枚目 優勝 12–3  | 西十両2枚目 5–7–3       | 西十両8枚目 7–6–2           | 西十両10枚目 7–8          | 東十両11枚目 10–5           |
| 1981年 （昭和56年） | 東十両5枚目 11–4        | 西前頭12枚目 8–7        | 東前頭8枚目 9–6         | 東前頭3枚目 5–10            | 東前頭7枚目 9–6 ★         | 東前頭3枚目 6–9 ★           |
| 1982年 （昭和57年） | 西前頭6枚目 10–5        | 東前頭筆頭 7–8 ★        | 西前頭2枚目 6–9         | 西前頭4枚目 6–9 ★           | 東前頭8枚目 7–3–5         | 西前頭10枚目 8–7            |
| 1983年 （昭和58年） | 西前頭5枚目 1–3–11      | 西十両筆頭 5–10         | 西十両5枚目 8–7         | 東十両4枚目 8–7             | 西十両2枚目 9–6           | 東前頭13枚目 4–11           |
| 1984年 （昭和59年） | 東十両6枚目 優勝 12–3   | 東前頭13枚目 10–5       | 西前頭4枚目 6–9         | 東前頭9枚目 7–8             | 西前頭10枚目 9–6          | 西前頭2枚目 3–12            |
| 1985年 （昭和60年） | 西前頭12枚目 8–7        | 東前頭10枚目 11–4       | 西前頭筆頭 6–9          | 西前頭3枚目 6–9             | 東前頭7枚目 8–7           | 西前頭筆頭 4–11             |
| 1986年 （昭和61年） | 東前頭11枚目 4–11       | 東十両3枚目 10–5        | 西前頭13枚目 8–7        | 東前頭9枚目 5–10            | 東十両筆頭 9–6            | 東前頭11枚目 6–9            |
| 1987年 （昭和62年） | 東十両筆頭 9–6          | 東前頭11枚目 7–8        | 東前頭12枚目 9–6        | 西前頭3枚目 4–11 ★          | 東前頭11枚目 2–13         | 東十両5枚目 6–9             |
| 1988年 （昭和63年） | 西十両9枚目 引退 5–10–0 | x                       | x                       | x                           | x                         | x                           |
| 各欄の数字は、「勝ち-負け-休場」を示す。 優勝 引退 休場 十両 幕下 三賞：敢=敢闘賞、殊=殊勲賞、技=技能賞 その他：★=金星 番付階級：幕内 - 十両 - 幕下 - 三段目 - 序二段 - 序ノ口 幕内序列：横綱 - 大関 - 関脇 - 小結 - 前頭（「#数字」は各位内の序列） |                         |                         |                         |                             |                           |                             |

## 幕内対戦成績
| 力士名   | 勝数 | 負数 | 力士名     | 勝数 | 負数 | 力士名   | 勝数 | 負数 | 力士名   | 勝数 | 負数 |
| -------- | ---- | ---- | ---------- | ---- | ---- | -------- | ---- | ---- | -------- | ---- | ---- |
| 青葉城   | 8    | 7(1) | 青葉山     | 4    | 3    | 朝潮     | 2    | 4    | 朝登     | 1    | 0    |
| 旭國     | 0    | 3    | 旭富士     | 0    | 6    | 天ノ山   | 4    | 4    | 荒勢     | 5    | 1    |
| 板井     | 1    | 7    | 岩波       | 3    | 0    | 大潮     | 8    | 7    | 巨砲     | 6    | 10   |
| 大ノ海   | 0    | 1    | 大乃国     | 0    | 3    | 大登     | 1    | 0    | 大豊     | 2    | 1    |
| 大鷲     | 3    | 0    | 魁輝       | 11   | 7    | 魁傑     | 2    | 4    | 影虎     | 1    | 0    |
| 北瀬海   | 7    | 6    | 北の湖     | 0    | 6    | 北の富士 | 0    | 1    | 騏乃嵐   | 1    | 2    |
| 清國     | 1    | 1    | 霧島       | 5    | 7    | 起利錦   | 3    | 0    | 麒麟児   | 3    | 14   |
| 蔵間     | 6    | 6    | 黒瀬川     | 5    | 2    | 黒姫山   | 5    | 6    | 高鉄山   | 1    | 0    |
| 高望山   | 7(1) | 6    | 港龍       | 0    | 2    | 琴ヶ梅   | 1    | 3    | 琴風     | 3    | 6    |
| 琴ヶ嶽   | 0    | 1    | 琴櫻       | 1    | 1    | 琴千歳   | 4    | 0    | 琴乃富士 | 4    | 2    |
| 琴若     | 0    | 1    | 小錦       | 2    | 3    | 金剛     | 1    | 2    | 斉須     | 2    | 1    |
| 蔵玉錦   | 5    | 4    | 逆鉾       | 2    | 8    | 薩洲洋   | 2    | 1    | 嗣子鵬   | 2    | 0    |
| 白田山   | 0    | 3    | 陣岳       | 3    | 10   | 神幸     | 1    | 1(1) | 大旺     | 4    | 1    |
| 大峩     | 1    | 1    | 大麒麟     | 1    | 0    | 大觥     | 0    | 1    | 大受     | 2    | 2    |
| 太寿山   | 7    | 10   | 大徹       | 9    | 6    | 大竜川   | 3    | 2    | 隆の里   | 5(2) | 10   |
| 貴ノ花   | 2    | 3    | 孝乃富士   | 3    | 1    | 隆三杉   | 6    | 2    | 高見山   | 5    | 7    |
| 多賀竜   | 5    | 6    | 玉輝山     | 4    | 5    | 玉ノ富士 | 1    | 3    | 玉龍     | 2    | 5    |
| 千代櫻   | 4    | 0    | 千代の富士 | 2    | 8    | 寺尾     | 1    | 3    | 天龍     | 4    | 3    |
| 闘竜     | 5    | 11   | 時葉山     | 1    | 0    | 栃赤城   | 4    | 5    | 栃東     | 2    | 4    |
| 栃司     | 0    | 4    | 栃剣       | 6    | 5    | 栃光     | 5    | 10   | 羽黒岩   | 2    | 4    |
| 長谷川   | 0    | 3    | 蜂矢       | 2    | 1    | 花乃湖   | 2    | 3    | 播竜山   | 5    | 5    |
| 飛騨乃花 | 5    | 4    | 富士櫻     | 5    | 9    | 藤ノ川   | 4    | 1    | 二子岳   | 2    | 6    |
| 双津竜   | 4    | 1    | 双羽黒     | 2    | 3    | 鳳凰     | 4    | 3    | 北天佑   | 2    | 6    |
| 北勝海   | 1    | 4    | 前乃臻     | 0    | 1    | 前の山   | 0    | 1    | 増位山   | 3    | 5    |
| 舛田山   | 8    | 7    | 益荒雄     | 1    | 2    | 三杉磯   | 6    | 4    | 水戸泉   | 0    | 1    |
| 陸奥嵐   | 3    | 1    | 豊山       | 3    | 4    | 吉王山   | 3    | 1    | 琉王     | 4    | 2    |
| 龍虎     | 2    | 2    | 若獅子     | 6    | 5    | 若嶋津   | 4    | 7(1) | 若瀬川   | 0    | 1    |
| 若ノ海   | 3    | 4    | 若乃花     | 3    | 8    | 若の富士 | 4    | 4    | 輪島     | 2    | 2    |

## 改名歴
- 尾堀 盛夫（おほり もりお）1968年9月場所 - 1973年3月場所
- 尾堀 充周（ - みつひろ）1973年5月場所
- 大錦 充周（おおにしき - ）1973年7月場所 - 1977年7月場所
- 大錦 一徹（ - いってつ）1977年9月場所 - 1988年1月場所

## 年寄変遷
- 山科 盛夫（やましな もりお）1988年1月 - 2018年9月

## 注
1. 1 2 3  『大相撲名門列伝シリーズ(1) 出羽海部屋・春日野部屋 』p27
2. 1 2 3  『相撲』2018年10月号 p.86
3. ↑  1973年9月場所14日目。大錦は素早く左前ミツ、のど輪攻めにもこれを離さず、頭を付けてぐいぐいと寄る。攻め立てられても寄り返し、最後はもろ差しで寄り切った。
『大相撲名門列伝シリーズ(1) 出羽海部屋・春日野部屋 』p50
4. ↑  最高位が関脇以下の力士に限れば、20歳0ヵ月での初金星は最年少記録である。また、新入幕力士の対横綱戦勝利は、それから41年後の2014年9月場所で逸ノ城が鶴竜を破るまで出なかった。
5. ↑  本割は、大関・清國に対し敗北。
6. ↑  『大相撲名門列伝シリーズ(1) 出羽海部屋・春日野部屋 』p56
7. ↑  同級生と言われることもあるが、雑誌『相撲』の1973年11月号での北の湖・大錦対談で、同期ではあったがクラスは違っていたと、両者が発言している。
8. ↑  2017年6月12日に10代友綱（元関脇・魁輝）が停年（定年）を迎えることに備えたもの。10代友綱の停年まで審判部副部長は3人制になる。
9. ↑  “北の湖前理事長を支えた山科親方が定年　花のニッパチ組の１人は「さっぱりしています」”. スポーツ報知. (2018年9月13日) 2018年9月13日閲覧。
10. ↑  白鵬の“抗議行動”に山科審判長「手本になる人がねえ」 Sponichi Annex 2017年11月22日 22:26（スポーツニッポン新聞社、2017年11月25日閲覧）
11. ↑  左足小指裂傷により12日目から途中休場
12. ↑  急性腰痛により4日目から途中休場、10日目から再出場
13. ↑  頸椎捻挫により4日目から途中休場